# American Stock Exchange
El American Stock Exchange  es una bolsa de valores ubicada en el Lower Manhattan, Nueva York. El American Stock Exchange se encuentra inscrito como un Hito Histórico Nacional en el Registro Nacional de Lugares Históricos desde el 2 de junio de 1978. Esta bolsa de valores es menos conocida que otras bolsas de valores en Estados Unidos, como por ejemplo el New York Stock Exchange o el NASDAQ Stock Market electrónico.
El American Stock Exchange es conocido porque en él se comercian acciones de empresas relativamente pequeñas en comparación a las de otras bolsas de valores, es decir, empresas con capitalizaciones bajas.

## Ubicación
El American Stock Exchange se encuentra dentro del condado de Nueva York en las coordenadas 40°42′30″N 74°00′48″O / 40.708333, -74.013333.